# Мария Болгарская (латинская императрица)
Мария Болгарская (XII век — XIII век) — императрица Латинской Империи, вторая супруга императора Генриха I Фландрского.
Дочь царя Болгарии Калояна. Её матерью, возможно, была Анна-Анисия, которая позже вышла замуж за Борила, племянника своего первого мужа. Её дядьями по отцовской линии были цари Пётр IV и Иван Асень I.
В 1213 году Мария вышла замуж за императора Латинской Империи Генриха Фландрского. Согласно «Поздним средневековым Балканам» (1987) Джона В.А. Файна, брак был частью союза её отчима Борила и Генриха. Альянс был на пользу Латинской империи: он защитил Фракию и королевство Фессалоники от угрозы вторжения со стороны Второго болгарского царства. Это позволило Генриху сконцентрироваться на противостоянии с Никейской империей. В то же время во время войны Борил нёс как людские потери, так и территориальные. Неспособный в настоящее время расширить свои границы, Борил рассматривал альянс как способ обезопасить свои границы от вторжения Латинской империи. В любом случае брак завершил первую фазу болгаро-латинских войн.
11 июня Генрих скончался в Салониках. Марию подозревали в его отравлении. Её дальнейшая судьба неизвестна. Их брак был бездетным, и наследником Генриха стал его шурин Пьер II де Куртене.